# Teksuo
Teksuo es una banda de metalcore española procedente de Turón (Asturias) y activa desde el año 2005. Actualmente han editado una maqueta, cuatro discos de estudio y dos EPs. En sus letras suelen tratar temas como violencia, odio y sobre todo temas orientales.

## Miembros

### Actuales
- Constan  - bajo
- Luis   - batería
- David - guitarra solista
- Rafa - guitarra rítmica
- Diego  - voz

### Antiguos
- Adrián - bajo
- Xuan - guitarra solista
- Daniel Larriet - voz

## Discografía

### Maquetas
- Demo 2008 - 2008

### Discos de estudio
- Jiang Shi (Ralm Records) - 2009
- Threnos (Murdered Music/Coroner Records[2]) - 2012
- A New Way To Bleed (Independiente) - 2015
- Endless[3][4] (Independiente) - 2020

### EP
- Diamonds - 2014
- Nure-Onna - 2017

### Sencillos
- Take What You Want - 2019
- Holes (Live) - 2020
- Let It Rain (Acústica) - 2021
- Phantoms (Acústica) - 2021
- Natural Born Liars - 2022
- Raise The Flag - 2023
- Rip My Heart Out - 2023
- Lost In A Dream - 2024